# Vinge (släkt)
Vinge var en värmländsk frälsesläkt, känd från slutet av 1300-talet, utdöd omkring 1585. Släkten själv förde inte namnet Vinge utan namnet är ett nutida konventionellt namn, kopplat till deras vapenmärke, en vinge.
Släkten innehade lagmansämbetet i Värmland i minst tre generationer. 
Som släktens stamfar betraktas den Nils Björnsson som 1397 ägde jord i Åmberg, Sunne socken, Fryksdals härad. 
Hans son Björn Nilsson var lagman i Värmland 1435 och möjligen ännu 1451. 
Björns son Olof Björnsson och sonson Nils Olofsson omnämns också som värmlandslagmän 1454-1495, respektive 1498-1525. Nils Olofsson dömdes 1529 till döden och avrättades den 5 juli samma år på Stortorget i Stockholm för att han deltagit i Västgötaherrarnas uppror. Med hans dotter Margareta Nilsdotter dog släkten ut.
Björn Nilsson hade även sonen Lindorm Björnsson (död 1498 eller 1499) som var riksråd och lagman i Västergötland. Han blev far till Knut Lindormsson till Sjögerås som under Sten Sture den yngres tid var riksråd och som stupade i slaget på Åsundens is 1520 samt till Anna Lindormsdotter, gift med riksmarsken Lars Siggesson (Sparre), och Märta Lindormsdotter, gift med Mats Kafle.

## Släkttavla
1. Nils Björnsson i Åmberg
  1. Björn Nilsson till Storeberg, lagman i Värmland
    1. Olof Björnsson, lagman i Värmland 1454-1495
      1. Nils Olofsson (död 1529), lagman i Värmland 1498-1525, dömd och avrättad 1529 för att han deltagit i Västgötaherrarnas uppror
        1. Margareta Nilsdotter.

    2. Lindorm Björnsson (död 1498 eller 1499), riksråd och lagman i Västergötland
      1. Knut Lindormsson till Sjögerås.
      2. Anna Lindormsdotter, gift med riksmarsken Lars Siggesson (Sparre).
      3. Märta Lindormsdotter, gift med Mats Kafle, deltog i Västgötaherrarnas uppror.